# Anommonia alopecialis
Anommonia alopecialis är en tvåvingeart som först beskrevs av Richards 1968.  Anommonia alopecialis ingår i släktet Anommonia och familjen hoppflugor.
Artens utbredningsområde är Kongo. Inga underarter finns listade i Catalogue of Life.